# Vineri 13: Manhattan
Vineri 13: Manhattan (titlu original: Friday the 13th Part VIII: Jason Takes Manhattan) este un film american din 1989 scris și regizat de Rob Hedden.

## Distribuție
- Jensen Daggett - Rennie
- Scott Reeves - Sean Robertson
- Barbara Bingham - Colleen Van Deusen
- Peter Mark Richman - Charles McCulloch
- Martin Cummins - Wayne
- Gordon Currie - Miles Wolfe
- Alex Diakun - Deck hand
- V. C. Dupree - Julius
- Saffron Henderson - J.J.
- Kelly Hu - Eva Watanabe
- Sharlene Martin - Tamara Mason
- Warren Munson - Admiral Robertson
- Kane Hodder - Jason Voorhees